# Teobaldo Visconti
Teobaldo Visconti (vagy Tiobaldo) (Invorio, 1230 – Gallarate, 1276) itáliai főnemes, katona.

## Élete
Andreotto fia és Ottone unokája, Milánó első ura a Visconti-családból. Ő volt az apja Matteónak, akit Nagynak hívnak, és Ubertónak, feleségével, Anastasia Pirovanóval közös mindkét fiának. A csatában elfogott Teobaldo fejét vették Napo Torriani parancsára huszonkét másik fogolyéval együtt Gallaratében 1276-ban.

„Teobaldo, Ottone Andreoccio fivérének fia, vitézsége és testi megjelenése miatt, de sokkal inkább boldog utódai miatt nagyon világos, hogy miért hagyta el fiát, Matteót.”

– Paolo Giovio

„És nem sokkal később Napo kegyetlen hangon kijelentette, hogy a törvényeket be kell tartani, és így Gallaratében huszonkét jeles urat, a többiek előtt Lagosca és Teobaldo kapitányt bűnözők módjára hlefejezték.”

– Paolo Giovio

## Fordítás
- Ez a szócikk részben vagy egészben  a   Teobaldo (o Tibaldo) Visconti című olasz Wikipédia-szócikk ezen változatának fordításán alapul.  Az eredeti cikk szerkesztőit annak laptörténete sorolja fel. Ez a jelzés csupán a megfogalmazás eredetét és a szerzői jogokat jelzi, nem szolgál a cikkben szereplő információk forrásmegjelöléseként.

## Bibliográfia
- Pompeo Litta: Famiglie celebri italiane, Visconti di Milano, 1823 (olaszul)